# Arnold Jung Lokomotivfabrik

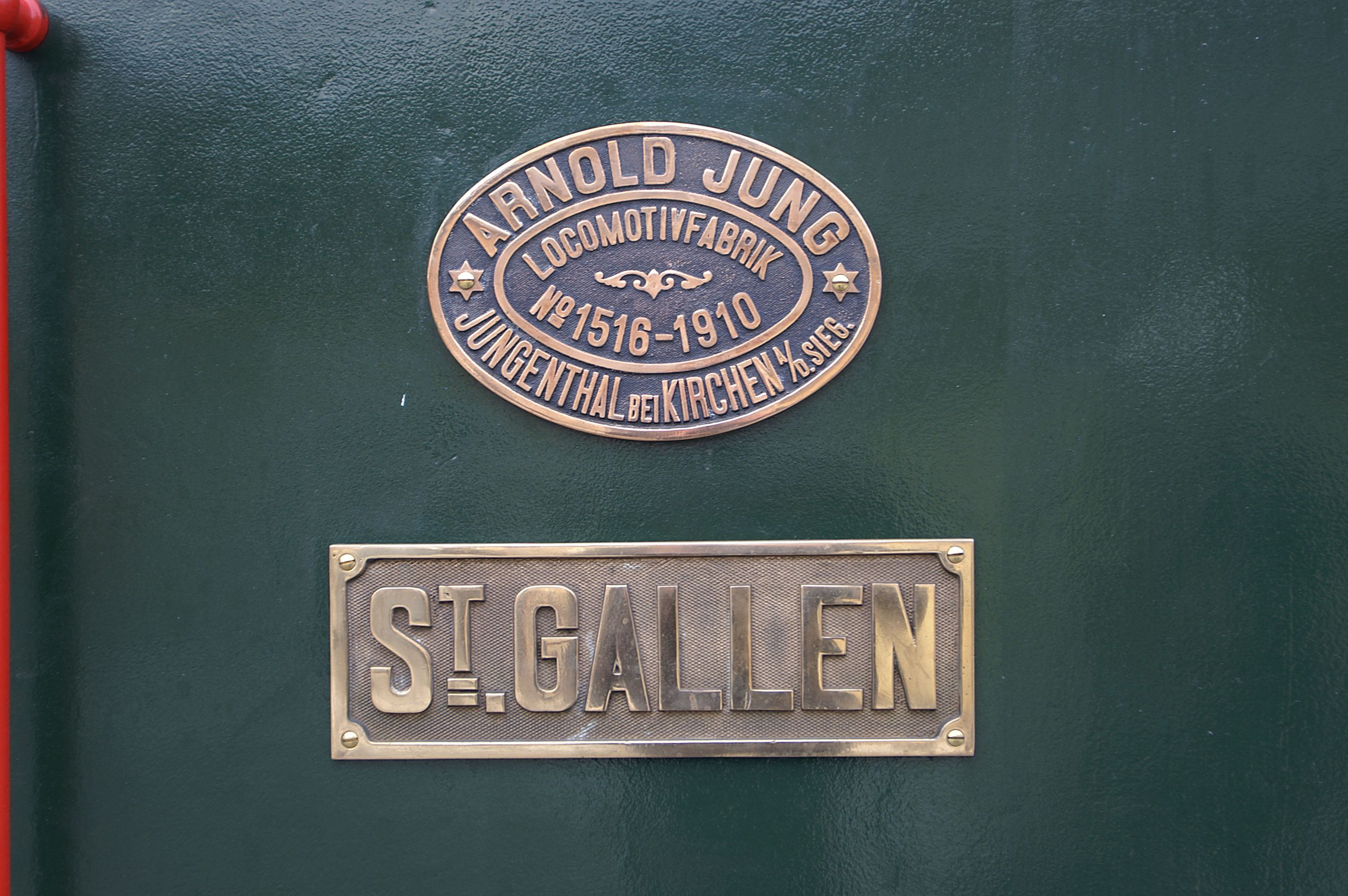
Placa de fabricación de Arnold Jung en una locomotora de vapor.

La Arnold Jung Lokomotivfabrik (en alemán: «Fábrica de locomotoras Arnold Jung»), también conocido simplemente como Jung, fue un fabricante germano de locomotoras, en especial de locomotoras pequeñas de trocha angosta, Tenía su sede en Kirchen, en la región de Renania-Palatinado.

## Historia
La empresa fue fundada el 13 de febrero de 1885 como Jung & Staimer OHG por Arnold Jung y Christian Staimer. El 3 de septiembre del mismo año se entregó la primera locomotora. Hacia 1913 la compañía fue renombrada como Arnold Jung Lokomotivfabrik GmbH, Jungenthal. En 1976 se detuvo la fabricación de estas locomotoras en favor de otros productos, tales como maquinaria, vagones, blindajes, grúas y lanzapuentes. Jung construyó más de 12.000 locomotoras. En los años 1950 construyó 51 locomotoras DB 23 de tipo 2-6-2, incluyendo la número 23 105 en 1959, la última locomotora de vapor para la Deutsche Bundesbahn. Jung también fabricó calderas para otros usos, como apisonadoras a vapor. En la misma década, Jung también construía locomotoras diésel.
La producción fue finalizada el 30 de septiembre de 1993 y la fábrica fue cerrada, aunque la empresa sigue existiendo como Jungenthal Systemtechnik GmbH.

## Locomotoras conservadas
| Año  | Número de fabricación | Rodaje  | Origen                                         | Identificación                  | Ubicación actual                       | Notas | Fotografía |
| ---- | --------------------- | ------- | ---------------------------------------------- | ------------------------------- | -------------------------------------- | --- | ---------- |
| 1890 | 129                   | 0-4-0T  | Ferrocarril portuario de Reykjavik             |                                 | Árbær Museum                           | La Pionér se conserva en una nave del museo, fue reconstruida en 1910 y se le dio el número 1591                                                                   |            |
| 1890 | 130                   | 0-4-0T  | Ferrocarril portuario de Reykjavik             |                                 | Puerto de Reykjavik                    | La Minør se encuentra en una pequeña sección de vía en el puerto de Reykjavik                                                                                      |            |
| 1931 | 3872                  | 0-6-0WT | Usada en plantaciones de azúcar en el Camerún. | No 2, KATIE                     | Bredgar and Wormshill Light Railway    | |            |
| 1939 | 8692                  |         |                                                | 41 303 41 1303-1 Hei Na Ganzlin | Röbel/Müritz                           | Rekolok, sólo se conservan partes de esta locomotora |            |
| 1940 | 9318                  |         |                                                | 41 360 042 360-8                | Dampflok-Tradition Oberhausen          | Caldera de petróleo |            |
| 1941 | 9322                  |         |                                                | 41 364 042 364-0                | Augsburg Railway Park, Augsburgo       | Caldera de petróleo, en el Museo de Locomotoras |            |
| 1953 | 11467                 | 2-4-2T  | Línea Andorra-Escatrón                         | «Andorra»                       | Andorra, España                        | |            |
| 1953 | 11468                 | 2-4-2T  | Línea Andorra-Escatrón                         | «Escatrón»                      | Zaragoza, España                       | |            |
| 1952 | 11474                 |         |                                                | 23 019 023 019-3                | DDM                                    | Museo de locomotoras |            |
| 1952 | 11474                 |         |                                                | 23 029 023 029-2                | Ostalb                                 | Comercio en Aalen Monumento |            |
| 1959 | 13113                 |         | DB AG                                          | 23 105 023 105-0                | Süddeutsches Eisenbahnmuseum Heilbronn | La última lcomotora a vapor de la Deutsche Bundesbahn; dañada por un incendio el 17 de octubre de 2005, en alquiler durante 10 años para su restauración cosmética |            |